# 43. Berlini Nemzetközi Filmfesztivál
A 43. Berlini Nemzetközi Filmfesztivál 1993. február 11. és 22. között került megrendezésre. Az Arany Medve díjat Ang Lee filmje, Az esküvői bankett és Xie Fei filmje, az Illatozó kertek tavának asszonyai nyerte. A fesztivál retrospektív programját a CinemaScope-pal készült filmeknek szentelték.

## Zsűri
Az alábbi emberek voltak a fesztivál zsűrijének tagjai:
- Frank Beyer, német filmkészítő - Zsűrielnök
- Juan Antonio Bardem, spanyol filmkészítő
- Michel Boujut, francia író, producer és filmkritikus
- François Duplat, francia producer
- Katinka Faragó, svéd producer
- Krystyna Janda, lengyel színésznő
- Naum Kleiman, orosz történész és filmkritikus
- Brock Peters, amerikai színész
- Susan Strasberg, amerikai színésznő
- Johanna ter Steege, holland színésznő
- Zhang Yimou, kínai filmkészítő

## A fesztivál programja
Az alábbi filmek voltak versenyben az Arany Medve- és az Ezüst Medve-díjakért:
| Magyar cím                        | Eredeti cím                | Rendező             | Ország                                                 |
| --------------------------------- | -------------------------- | ------------------- | ------------------------------------------------------ |
| Arizónai álmodozók                | Arizona Dream              | Emir Kusturica      | Amerikai Egyesült Államok, Franciaország               |
| Bella epoque                      | Belle Époque               | Fernando Trueba     | Spanyolország, Portugália, Franciaország               |
| Op afbetaling                     | Op afbetaling              | Frans Weisz         | Hollandia                                              |
| A cementkert                      | The Cement Garden          | Andrew Birkin       | Franciaország, Németország, Egyesült Királyság         |
| Hitvesi ágy                       | Patul conjugal             | Mircea Daneliuc     | Románia                                                |
| Egy bűnös élet naplója            | Diario di un vizio         | Marco Ferreri       | Olaszország                                            |
| Hoffa                             | Hoffa                      | Danny DeVito        | Amerikai Egyesült Államok                              |
| Le Jeune Werther                  | Le Jeune Werther           | Jacques Doillon     | Franciaország                                          |
| Die Denunziantin                  | Die Denunziantin           | Thomas Mitscherlich | Németország                                            |
| Tel Aviv árnyai                   | החיים על פי אגפא           | Assi Dayan          | Izrael                                                 |
| La Petite Apocalypse              | La Petite Apocalypse       | Costa-Gavras        | Franciaország, Olaszország, Lengyelország              |
| A szeretet földje                 | Love Field                 | Jonathan Kaplan     | Amerikai Egyesült Államok                              |
| Malcolm X                         | Malcolm X                  | Spike Lee           | Amerikai Egyesült Államok                              |
| Tudunk mink ám másképpen is...    | Wir können auch anders ... | Detlev Buck         | Németország                                            |
| Kærlighedens smerte               | Kærlighedens smerte        | Nils Malmros        | Dánia                                                  |
| Den russiske sangerinde           | Den russiske sangerinde    | Morten Arnfred      | Dánia                                                  |
| Samba Traoré                      | Samba Traoré               | Idrissa Ouedraogo   | Burkina Faso, Németország, Ghána, Egyesült Királyság   |
| Sankofa                           | ሳንኮፋ                       | Haile Gerima        | Burkina Faso, Franciaország, Svájc, Egyesült Királyság |
| Udzinarta mze                     | უძინართა მზე               | Temur Babluani      | Grúzia                                                 |
| Telegrafisten                     | Telegrafisten              | Erik Gustavson      | Norvégia, Dánia                                        |
| Játékszerek                       | Toys                       | Barry Levinson      | Amerikai Egyesült Államok                              |
| Az esküvői bankett                | 喜宴                       | Ang Lee             | Amerikai Egyesült Államok, Tajvan                      |
| Hoppá                             | Hoppá                      | Maár Gyula          | Magyarország                                           |
| Illatozó kertek tavának asszonyai | 香魂女                     | Xie Fei             | Kína                                                   |
| Yume no onna                      | Yume no onna               | Bandō Tamasaburō V  | Japán                                                  |

## Győztesek
- Arany Medve:
  - Az esküvői bankett (Ang Lee)
  - Illatozó kertek tavának asszonyai (Xie Fei)
- Zsűri Nagydíja: Arizónai álmodozók (Emir Kusturica)
- Ezüst Medve díj a legjobb rendezőnek: Andrew Birkin (A cementkert)
- Ezüst Medve díj a legjobb színésznőnek: Michelle Pfeiffer (A szeretet földje)
- Ezüst Medve díj a legjobb színésznek: Denzel Washington (Malcolm X)
- Ezüst Medve díj a kiemelkedő művészi teljesítményért: Udzinarta mze (Temur Babluani)
- Ezüst Medve díj: Samba Traoré (Idrissa Ouedraogo)
- Tiszteletbeli említés:
  - Tel Aviv árnyai (Assi Dayan)
  - Tudunk mink ám másképpen is... (Detlev Buck)
- Kék Angyal díj
  - Le Jeune Werther (Jacques Doillon)
- Tiszteletbeli Arany Medve
  - Billy Wilder
  - Gregory Peck
- Berlinale Kamera
  - Victoria Abril
  - Juliette Binoche
  - Gong Li
  - Corinna Harfouch
  - Johanna ter Steege

## Fordítás
- Ez a szócikk részben vagy egészben  a(z)   43rd Berlin International Film Festival című angol Wikipédia-szócikk fordításán alapul.  Az eredeti cikk szerkesztőit annak laptörténete sorolja fel. Ez a jelzés csupán a megfogalmazás eredetét és a szerzői jogokat jelzi, nem szolgál a cikkben szereplő információk forrásmegjelöléseként.